# Strategia kordonowa
Strategia kordonowa – rodzaj strategii wojskowej szeroko stosowanej przez armie zachodnioeuropejskie w okresie drugiej połowy XVII wieku i pierwszej połowy XVIII wieku.
W strategii kordonowej głównymi elementami były systemy obronne i manewr. Najważniejsze były twierdze, toteż głównym celem strategii było opanowanie twierdz, natomiast dążenie do zniszczenia armii przeciwnika było kwestią drugoplanową. Starano się więc unikać walnych bitew, jeśli nie było absolutnego przekonania o własnej przewadze. Skutkiem tego było zjawisko ciągłego manewrowania, marszów, kontrmarszów, których celem było wyciągnięcie przeciwnika z dogodnych pozycji. Działania wojenne były powolne i nużące, a dodatkowo spowalniał je magazynowy system zaopatrywania armii. Stąd często spotykanym manewrem było przecięcie linii zaopatrzeniowej armii przeciwnej. Odcięta od swych magazynów armia była zmuszona do zmiany położenia.
Klasycznym przykładem strategii kordonowej były działania marszałka Turenne'a nad Renem w okresie wojny Francji z koalicją toczonej w latach 1672-78.